# Festival Internacional de Escultura em Areia

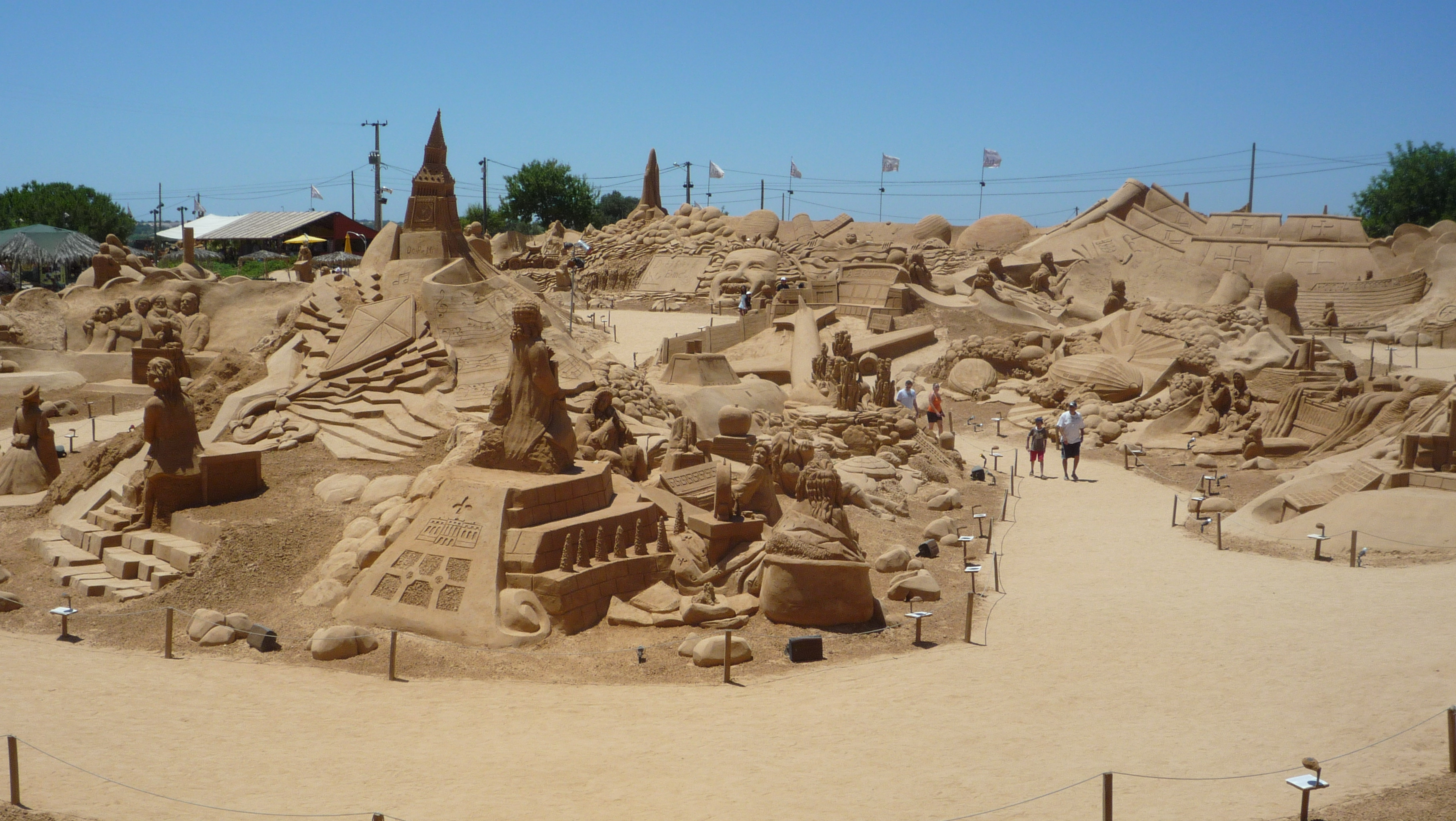
FIESA 2009: Descobrimentos

O Festival Internacional de Escultura em Areia (FIESA), é o maior festival de esculturas de areia do mundo , tendo sido realizado regularmente e com periodicidade anual, desde 2003, em Pêra no Algarve 
Todos os anos, cerca de 60 artistas usam 35.000 toneladas de areia para criar vários trabalhos de arte, numa área com 15.000 m², estando o evento aberto ao público de manha à noite, onde as luzes nocturnas proporcionam uma visão completamente diferente do evento   que é acompanhado com artes circenses, dança, teatro e música ao vivo.

## Temas

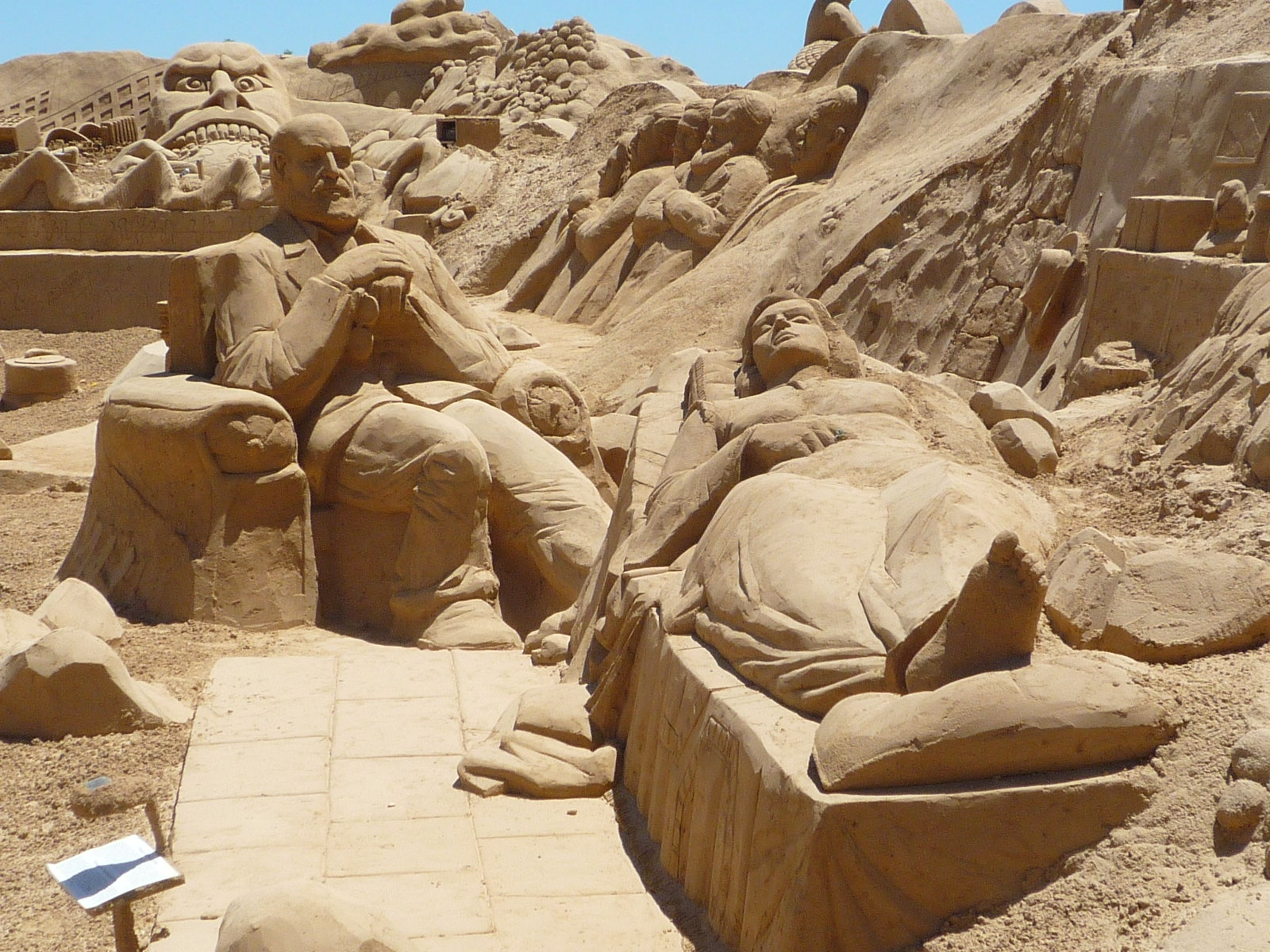
Sigmund Freud com um paciente (FIESA 2009)

Todos os anos a exibição tem um tema diferente procurando abordar conceitos lúdicos e educacionais.
- 2017: tributo às 7 artes
- 2016: música
- 2015: música
- 2014: música
- 2013: música
- 2012: ídolos
- 2011: animalândia [3]
- 2010: mundo vivo [4]
- 2009: descobertas [5]
- 2008: Hollywood [6]
- 2007: maravilhas do mundo [7]
- 2006: mitologias [8]
- 2005: mundos perdidos [9]
- 2004: histórias de encantar [10]
- 2003: a terra dos sonhos